# Hallonholm, Houtskär
Hallonholm är en ö i Finland.   Den ligger i kommunen Pargas i den ekonomiska regionen  Åboland  och landskapet Egentliga Finland, i den sydvästra delen av landet, 190 km väster om huvudstaden Helsingfors. Arean är 0,11 kvadratkilometer.
Terrängen på Hallonholm är platt. Öns högsta punkt är 17 meter över havet.